# Ambassade de France au Cameroun
L'ambassade de France au Cameroun est la représentation diplomatique de la République française auprès de la république du Cameroun. Elle est située à Yaoundé, la capitale du pays, et son ambassadeur est, depuis 2022, Thierry Marchand.

## Ambassade
L'ambassade est située sur le Plateau Atémengué à Yaoundé. Elle accueille aussi une section consulaire.

## Ambassadeurs de France au Cameroun
| De   | À    | Ambassadeur           |
| ---- | ---- | --------------------- |
| 1960 | 1965 | Jean-Pierre Bénard    |
| 1965 | 1968 | Francis Huré          |
| 1968 | 1972 | Philippe Rebeyrol     |
| 1972 | 1974 | Jacques Dupuy         |
| 1974 | 1979 | Hubert Dubois         |
| 1979 | 1984 | Robert Mazeyrac       |
| 1984 | 1993 | Yvon Omnès            |
| 1993 | 1995 | Gilles Vidal          |
| 1995 | 1998 | Philippe Selz         |
| 1998 | 2003 | Jean-Paul Veziant     |
| 2003 | 2006 | Jean-François Valette |
| 2006 | 2009 | Georges Serre         |
| 2009 | 2013 | Bruno Gain            |
| 2013 | 2016 | Christine Robichon    |
| 2016 | 2019 | Gilles Thibault       |
| 2019 | 2022 | Christophe Guilhou    |
| 2022 | auj. | Thierry Marchand      |

## Consulats
Outre la section consulaire à l'ambassade de Yaoundé, il existe un consulat général de France au Cameroun, basé à Douala, ainsi qu'un consulat situé à Garoua (ouvert depuis 1965).

### Communauté française
Au 31 décembre 2016, 6 404 Français sont inscrits sur le registre consulaire au Cameroun. Au 31 décembre 2011, les 6 183 inscrits étaient ainsi répartis entre les deux circonscriptions : Douala : 3 499 • Yaoundé : 2 684.
| 2001  | 2002  | 2003  | 2004  |
| ----- | ----- | ----- | ----- |
| 5 666 | 6 046 | 6 155 | 6 024 |

| 2005  | 2006  | 2007  | 2008  |
| ----- | ----- | ----- | ----- |
| 5 774 | 5 833 | 5 099 | 5 567 |

| 2009  | 2010  | 2011  | 2012  |
| ----- | ----- | ----- | ----- |
| 5 774 | 5 881 | 6 183 | 6 146 |

| 2013  | 2014  | 2015  | 2016  |
| ----- | ----- | ----- | ----- |
| 6 210 | 6 277 | 6 521 | 6 404 |

| 2017  | 2018  | 2019  | 2020  |
| ----- | ----- | ----- | ----- |
| 6 331 | 6 167 | 6 086 | 5 812 |

| 2021  | - | - | - |
| ----- | - | - | - |
| 5 676 | - | - | - |

### Circonscriptions électorales
Depuis la loi du 22 juillet 2013 réformant la représentation des Français établis hors de France avec la mise en place de conseils consulaires au sein des missions diplomatiques, les ressortissants français d'une circonscription recouvrant le Cameroun et la Guinée équatoriale élisent pour six ans trois conseillers consulaires. Ces derniers ont trois rôles : 
1. ils sont des élus de proximité pour les Français de l'étranger ;
2. ils appartiennent à l'une des quinze circonscriptions qui élisent en leur sein les membres de l'Assemblée des Français de l'étranger ;
3. ils intègrent le collège électoral qui élit les sénateurs représentant les Français établis hors de France.

Pour l'élection à l'Assemblée des Français de l'étranger, le Cameroun appartenait jusqu'en 2014 à la circonscription électorale de Yaoundé, comprenant aussi la République centrafricaine et le Tchad, et désignant quatre sièges. Le Cameroun appartient désormais à la circonscription électorale « Afrique centrale, australe et orientale » dont le chef-lieu est Libreville et qui désigne cinq de ses 37 conseillers consulaires pour siéger parmi les 90 membres de l'Assemblée des Français de l'étranger.
Pour l'élection des députés des Français de l’étranger, le Cameroun dépend de la 10e circonscription.